# Orthosia loandensis
Orthosia loandensis là một loài thực vật có hoa trong họ La bố ma. Loài này được Fontella & Valente mô tả khoa học đầu tiên năm 1969.